# Bacteria gracilis
Bacteria gracilis är en insektsart som beskrevs av Hermann Burmeister 1838. Bacteria gracilis ingår i släktet Bacteria och familjen Diapheromeridae. Inga underarter finns listade.